# Bryson din Heraclea
Bryson din Heraclea a fost un matematician și sofist grec antic care a trăit în jurul anului 410 î.Hr.
A încercat că rezolve cuadratura cercului și să calculeze numărul π.
A tratat problema cuadraturii cercului considerând simultan poligoanele regulate înscrise și circumscrise cercului și având în vedere că aria cercului este cuprinsă între aceea a poligonului înscris și a celui circumscris.
Bryson a formulat principiul continuității și a utilizat axioma conform căreia acele figuri față de care anumite figuri sunt respectiv mai mari sau mai mici, sunt egale între ele.
Pentru că a folosit o axiomă, deși adevărată, dar nu specific geometrică, cuadratura cercului sa fost calificată de Aristotel drept sofistă.